# وداد منديل
وداد منديل (مواليد 12 مايو 1983) عداءة موانع جزائرية. مثّلت منديل الجزائر في الألعاب الأولمبية الصيفية 2008 بمدينة بكين، حيث شاركت في أول سباق 3 000 متر موانع. شاركت في الدور الأول مع ستة عشر عداءة أخرى، من بينهم غولنارا غالكينا-ساميتوفا، العداءة الروسية التي أصبحت بطلة أولمبية في الدور النهائي للسباق. وتحصلت منديل على المركز الأخير في السباق، حيث كانت أبطأ من مينوري هاياكاري، العداءة اليابانية، بثلاثة ثواني، واستغرقت منديل مدة 9:52:35 للعدو في السباق. وفشلت منديل في الانتقال إلى الدور النهائي للسباق، حيث كانت في المركز السابع والثلاثين، وتم تصنيفها أسفل المراكز الأربعة التي تنتقل إلى الدور التالي.

## روابط خارجية
- وداد منديل على موقع الاتحاد الدولي لألعاب القوى (الإنجليزية)
- وداد منديل على موقع اللجنة الأولمبية الدولية (الإنجليزية)
- وداد منديل على موقع أوليمبيديا (الإنجليزية)